# Гульск
Гу́льск (укр. Гульськ) — село на Украине, основано в 1050 году, находится в Новоград-Волынском районе Житомирской области.
Население по данным на 01.01.2023 года составляло 1163 человека. Население по переписи 2001 года составляет 1360 человек. Почтовый индекс — 11782. Телефонный код — 4141. Занимает площадь 6,141 км².

## Адрес местного совета
11747, Житомирская область, Новоград-Волынский р-н, с. Гульск, тел. 66-669